# Proxmox Virtual Environment
A Proxmox Virtual Environment (röviden: Proxmox VE, PVE vagy proxmox) egy szerver virtualizációra optimalizált nyilt forráskódú Debian alapú Linux disztribúció, módosított Ubuntu LTS kernellel. A Proxmox VE tartalmaz egy webes konzolt és parancssori eszközöket, valamint REST API-t biztosít harmadik féltől származó eszközök számára. Kétféle virtualizációt támogat: konténeralapú LXC-vel (a 4.0-s verziótól kezdve, a 3.4-es verzióig használt OpenVZ helyett, mely már nem támogatott), és teljes virtualizáció KVM-mel.
A Proxmox márkanév nem jelent semmit egyszerűen ez volt egy szabad domain név.
A Proxmox VE a GNU Affero General Public License 3. verzióját használja a forráskód licencelésére.

## A kezdetek
A Proxmox fejlesztését Dietmar és Martin Maurer kezdte el, amikor felismerték, hogy az OpenVZ és a KVM nem rendelkezik mentési rendszerrel és praktikus grafikus felhasználói felülettel. Az első nyilvános kiadásra 2008 áprilisában került sor. Támogatta a konténer és a teljes virtualizációt, és a többi kereskedelmi ajánlathoz hasonló webalapú felhasználói felülettel kezelték.

## Szolgáltatások
Virtualizáció, web és parancssoros interfésszel, a tárolás (storage), hálózati beállítások széles választékával. Lehetővé teszi az alkalmi és ütemezett mentési és karbantartási munkák elvégzését. Legalább három host esetén támogatja a HA (nagy megbízhatóságú) cluster építését. A vállalat opcionális előfizetéses ügyféltámogatást is kínál. Az előfizetéssel a felhasználók hozzáférhetnek egy vállalati tárolóhoz is, stabil, letesztelt verziókkal.

### Storage (tárolási) modell
Helyi tárolás LVM, directory, ZFS és hálózati iSCSI, Fibre Channel, NFS, GlusterFS, CEPH.

### High-availability (nagy megbízhatóságú) cluster
A Proxmox képes több, akár eltérő architektúrájú számítógépek között nagy megbízhatóságú cluster kezelésére. 
A 2.0 verzió óta Corosync alapú kommunikációs rendszer biztosítja.

### Live Migration
Az egyes virtuális gépek egyenként állíthatóak be HA vagy nem HA üzemmódra. Ha egy node meghibásodik akkor a HA üzemmódú guestek automatikusan újraindulnak egy másik node-n. A virtuális gépek a live migration szolgáltatás segítségével használat közben költöztethetőek a node-k között.